# Баррейру, Леандру
Леа́ндру Барре́йру Ма́ртинш (люкс. и порт. Leandro Barreiro Martins; 3 января 2000, Эрпельданж, Люксембург) — люксембургский футболист, полузащитник клуба «Бенфика» и сборной Люксембурга.

## Биография

### Клубная карьера
Леандру Баррейру родился в Люксембурге, в семье ангольского происхождения и является воспитанником местного футбола. На взрослом уровне дебютировал в 2016 году, отыграв 9 матчей за «Эрпельданж 72» во второй лиге.
Летом 2016 года вошёл в молодёжный состав немецкого клуба «Майнц 05», а в ноябре 2018 подписал и профессиональный контракт с этим клубом. 8 февраля 2019 года дебютировал в Бундеслиге в домашнем матче 21-го тура против «Байера 04» (1:5), выйдя в стартовом составе и отыграв все 90 минут. В сезоне 2018/19 провёл всего 1 матч. В сезоне 2019/20 сыграл 18 матчей, голов не забивал.
23 января 2021 года забил свой первый гол в Бундеслиге в домашнем матче 18-го тура против «Лейпцига» (3:2), отличившись на 50-й минутае игры, принёс победу своей команде.

### Карьера в сборной
С 2015 года начал вызываться в юношескую сборную Люксембурга. За основную сборную дебютировал 22 марта 2018 года в товарищеском матче против сборной Мальты, который завершился победой сборной Люксембурга со счётом 1:0.
22 марта 2019 года забил свой первый гол за сборную в ворота Литвы.